# Arrondissement de Wunsiedel im Fichtelgebirge
L'arrondissement de Wunsiedel im Fichtelgebirge est un arrondissement  ("Landkreis" en allemand) de Bavière   (Allemagne) situé dans le district ("Regierungsbezirk" en allemand) de Haute-Franconie. 
Son chef lieu est Wunsiedel.

## Villes, communes et communautés d'administration
(nombre d'habitants en 2006)
| - Städte - Arzberg (5 921) - Hohenberg an der Eger (1 512) - Kirchenlamitz (3 844) - Marktleuthen (3 583) - Marktredwitz, Große Kreisstadt (17 166) - Schönwald (3 640) - Selb, Große Kreisstadt (16 819) - Weißenstadt (3 448) - Wunsiedel (10 032) - Märkte - Schirnding (1 432) - Thiersheim (2 039) - Thierstein (1 295) - Gemeinden - Bad Alexandersbad (1 222) - Höchstädt im Fichtelgebirge (1 217) - Nagel (1 871) - Röslau (2 412) - Tröstau (2 611) - Gemeindefreie Gebiete (108,91 km²) 1. Hohenberger Forst (13,91 km²) 2. Kaiserhammer Forst-Ost (8,01 km²) 3. Martinlamitzer Forst-Süd (8,47 km²) 4. Meierhöfer Seite (2,97 km²) 5. Neubauer Forst-Süd (3,13 km²) 6. Selber Forst (17,97 km²) 7. Tröstauer Forst-Ost (9,71 km²) 8. Tröstauer Forst-West (14,46 km²) 9. Vordorfer Forst (9,71 km²) 10. Weißenstadter Forst-Nord (5,45 km²) 11. Weißenstadter Forst-Süd (15,11 km²) | - Verwaltungsgemeinschaften - Schirnding avec les communes membres Hohenberg a.d.Eger (ville) et Schirnding (Markt) - Thiersheim avec les communes membres Höchstädt i.Fichtelgebirge, Thiersheim (Markt) et Thierstein (Markt) - Tröstau avec les communes membres Bad Alexandersbad, Nagel et Tröstau |